# Titularbistum Mactaris
Mactaris ist ein Titularbistum der römisch-katholischen Kirche.
Es geht zurück auf das Bistum der Stadt Mactaris in der römischen Provinz Byzacena in der Sahelregion des heutigen Tunesien.
| Titularbischöfe von Mactaris |                                                             |                                                              |                  |                   |
| Nr.                          | Name                                                        | Amt                                                          | von              | bis               |
| 1                            | Maciej Wielicki OP                                          | Weihbischof in Włocławek (Polen-Litauen)                     | 23. Januar 1581  | 28. November 1585 |
| 2                            | Stanisław Domaniewski                                       | Weihbischof in Włocławek (Polen-Litauen)                     | 1654             | 1677              |
| 3                            | Francisco Cisneros y Mendoza                                | Weihbischof in Lima (Peru)                                   | 12. Juni 1702    | 1724              |
| 4                            | Franciszek Antoni Szembek                                   | Weihbischof in Przemyśl (Polen-Litauen)                      | 12. Juni 1724    | August 1728       |
| 5                            | Maciej Aleksander Sołtyk                                    | Weihbischof in Chelmno (Polen-Litauen)                       | 7. Februar 1729  | 8. Dezember 1749  |
| 6                            | Franz Xaver Reichsfreiherr von Adelmann von Adelmannsfelden | Weihbischof in Augsburg (Deutschland)                        | 25. Mai 1750     | 17. Oktober 1787  |
| 7                            | Manuel Prat Pujoldevall OP                                  | Apostolischer Vikar von Amoy (China)                         | 27. Januar 1916  | 11. April 1946    |
| 8                            | Francis Wang Tse-pu (Francis Wang Uamcepu)                  | emeritierter Bischof von Wanhsien (China)                    | 3. Juli 1947     | 1959              |
| 9                            | François-Emile-Marie Cléret de Langavant CSSp               | emeritierter Bischof von Saint-Denis-de-La Réunion (Réunion) | 21. Oktober 1960 | 21. Juli 1971     |
| 10                           | Joseph Francis Maguire                                      | Weihbischof in Boston Koadjutorbischof von Springfield (USA) | 1. Dezember 1971 | 15. Oktober 1977  |
| 11                           | Norbert Mary Leonard James Dorsey CP                        | Weihbischof in Miami (USA)                                   | 10. Januar 1986  | 20. März 1990     |
| 12                           | Robert William Muench                                       | Weihbischof in New Orleans (USA)                             | 8. Mai 1990      | 5. Januar 1996    |
| 13                           | Pedro D. Arigo                                              | Apostolischer Vikar von Palawan (Philippinen)                | 23. Februar 1996 |                   |